# Iluze (novela)
Iluze (v originále Illusions: The Adventures of a Reluctant Messiah, ISBN 0-385-28501-9) je novela sepsaná americkým spisovatelem a pilotem Richardem Davidem Bachem, poprvé publikovaná roku 1977. Autor se v knize zabývá především myšlenkou vnímání reality a polemizuje, zda není realita pouze iluze ovládána naší vlastní představivostí.

## Děj
Děj vypráví o dvou pilotech, samotnému autorovi Richardu Bachovi a Mesiáši moderní doby Donaldu Shimodovi, který se ovšem rozhodl, že již Mesiáše dělat nechce. Jejich první setkání probíhá ve chvíli, kdy Richard se svým dvouplošníkem Fleet (v některých překladech jako Flea) odpočívá na poli a přistane u něho letadlo Travel Air 4000, jež patří právě Donovi.
Během knihy postupně poznávali jeden druhého, stali se z nich přátelé, kteří prodávali vyhlídkové lety za tři dolary lidem, kteří jindy příležitost létat neměli či se létání báli. Postupem času Richard uvěřil Donovi, že býval skutečným Mesiášem, protože dokázal přimět vstát handicapovaného z invalidního vozíku či oživit mrtvý hmyz, což nicméně Donald vysvětloval tím, že vše co se na tomto světě děje, je pouhá iluze jako film na plátně. Shimoda se nakonec stal jakýmsi Richardovým učitelem (avšak vždy při tom prohlašoval, že člověk se nepotřebuje ničemu učit, že vše již zná ve skrytu duše a své meze a pravidla si určuje sám), až nakonec sám Richard dovedl například vypařovat mraky na obloze pomocí myšlenek, procházet se po vodní hladině či skrz zem, magnetizovat k sobě předměty, jež si vytvořil ve své fantazii apod.
Během knihy je také vysvětleno, proč Donald skončil s "prací" Mesiáše, že byl nespokojen s davy lidí, kteří ho využívali k zázrakům, ale přesto neposlouchali jeho slova a považovali ho za spasitele. Jeho filosofie totiž prohlašovala, že se takovým spasitelem může stát naprosto kdokoliv. Ke konci se potom dovídáme, že se Don v tomto časoprostoru zrodil proto, aby zjistil, že jeho problémem bylo štěstí závislé na ostatních.
Příběh končí tím, že je Donald v neurčitém rozhlasovém vysílání, kde odpovídá na otázky posluchačů slovy, že si každý může dělat vše, co si umane. Toto tvrzení je mu vytýkáno až mu další z volajících vyhrožuje, že jestliže tedy může dělat vše, pak taky může vzít brokovnici a zastřelit ho. Donald byl však klidný a vyrovnaný a jen mu přikývl, načež ho muž opravdu další den zastřelil. Při svém umírání hovoří s Richardem a připomíná mu své poselství, i že neviní onoho muže, který ho zastřelil, neboť on sám si přivede jeho zabitím spoustu nepříjemností. Po Donaldově smrti se Richard rozhodne napsat knihu.

## Citáty
V knize se také nachází také zmínka o Příručce Mesiáše, kterou Richard David Bach později vydal odděleně jako samostatnou knihu. Obsahuje mnoho slavných citátů, např.:
Obhajuj hranice svých možností a opravdu se jimi stanou.

Nikdy ti není dáno přání, aniž by ti současně nebyla dána síla jej splnit.

Každý člověk, všechny události tvého života v něm jsou, neboť jsi je do něj přitáhl. 

To, čemu housenka říká konec světa, nazývá mistr motýlem.